# Xã Boyd, Quận Burleigh, Bắc Dakota
Xã Boyd (tiếng Anh: Boyd Township) là một xã thuộc quận Burleigh, tiểu bang Bắc Dakota, Hoa Kỳ. Năm 2010, dân số của xã này là 134 người.